# Bohdan Ulihrach
Bohdan Ulihrach (* 23. února 1975, Kolín) je trenér tenisu a bývalý český profesionální tenista, který nastoupil tenisovou kariéru na okruhu ATP v roce 1993. V jeho rámci vyhrál tři turnaje ve dvouhře. Na žebříčku ATP byl pro dvouhru nejvýše postaven na 22. místě (5. května 1997), pro čtyřhru pak na 294. místě (26. července 1994).

## Tenisová kariéra
Na okruh ATP nastoupil v roce 1993, první titul získal v červenci 1995 na turnaji v Praze, když ve finále porazil Javiera Sancheze. O tři měsíce později vyhrál druhý turnaj v Montevideu, ve finále zvítězil nad Albertem Berasateguim.
V roce 1996 byl součástí českého reprezentačního týmu, který se probojoval do finále Světového poháru družstev. Roku 1997 se probojoval do svého jediného finále na turnajích kategorie ATP Masters v Indian Wells. V cestě do finále porazil tehdejšího prvního hráče světa Peta Samprase a v něm pak podlehl Michaelu Changovi.
Třetího titulu na okruhu dosáhl roku 1998 v chorvatském Umagu, když ve finále přehrál Magnuse Normana. Následující rok dosáhl osmifinále na dvou grandslamech Australian Open a French Open.
V roce 2003 byl očištěn z dopingového obvinění. Soud rozhodl, že léčiva obsahující zakázané látky mu mohl podat někdo z trenérů, tedy, že nebyla prokázána vědomá účast hráče na užívání těchto přípravků
Na French Open 2007 porazil 24. nasazeného Dominika Hrbatého v pěti setech 6–2, 5–7, 6–7(3), 6–4, 6–3 v 1. kole.

## Finálová utkání na turnajích ATP

### Finále kategorie Masters Series

#### Dvouhra - finalista (1)
| Rok  | Turnaj       | Vítěz         | Výsledek           |
| 1997 | Indian Wells | Michael Chang | 6–4, 3–6, 4–6, 3–6 |

### Další kategorie ATP (9)

#### Dvouhra - vítězství (3)
| Č. | Datum              | Turnaj              | Povrch | Finalista           | Výsledek |
| 1. | 31. července, 1995 | Praha, Česko        | antuka | Javier Sanchez      | 6–2, 6–2 |
| 2. | 30. října, 1995    | Montevideo, Uruguay | antuka | Alberto Berasategui | 6–2, 6–3 |
| 3. | 27. července, 1998 | Umag, Chorvatsko    | antuka | Magnus Norman       | 6–3, 7–6 |

## Trenér
V říjnu 2012 nastoupil jako tenisový trenér mládeže do oddílu TK Sparta Praha.